# Kuzmice (Nitra)
Kuzmice é um município da Eslováquia, situado no distrito de Topoľčany, na região de Nitra. Tem 8,2 km² de área e sua população em 2018 foi estimada em 738 habitantes.

## Demografia
| Ano:        | 1994 | 2004 | 2014   | 2024    |
| ----------- | ---- | ---- | ------ | ------- |
| Broj ljudi: | 0    | 675  | 674    | 770     |
| Razlika:    |      | –    | -0,14% | +14,24% |

| Ano:               | 2023 | 2024   |
| ------------------ | ---- | ------ |
| Número de pessoas: | 757  | 770    |
| Diferença:         |      | +1,71% |